# Cornelius Hertling
Cornelius Hertling (* 4. Juli 1928 in Berlin; † 2. Januar 2002 ebenda) war ein deutscher Architekt und langjähriger Präsident der Berliner Architektenkammer. Er war verheiratet mit Nele Hertling und ist der Bruder von Christoph Hertling.

## Leben

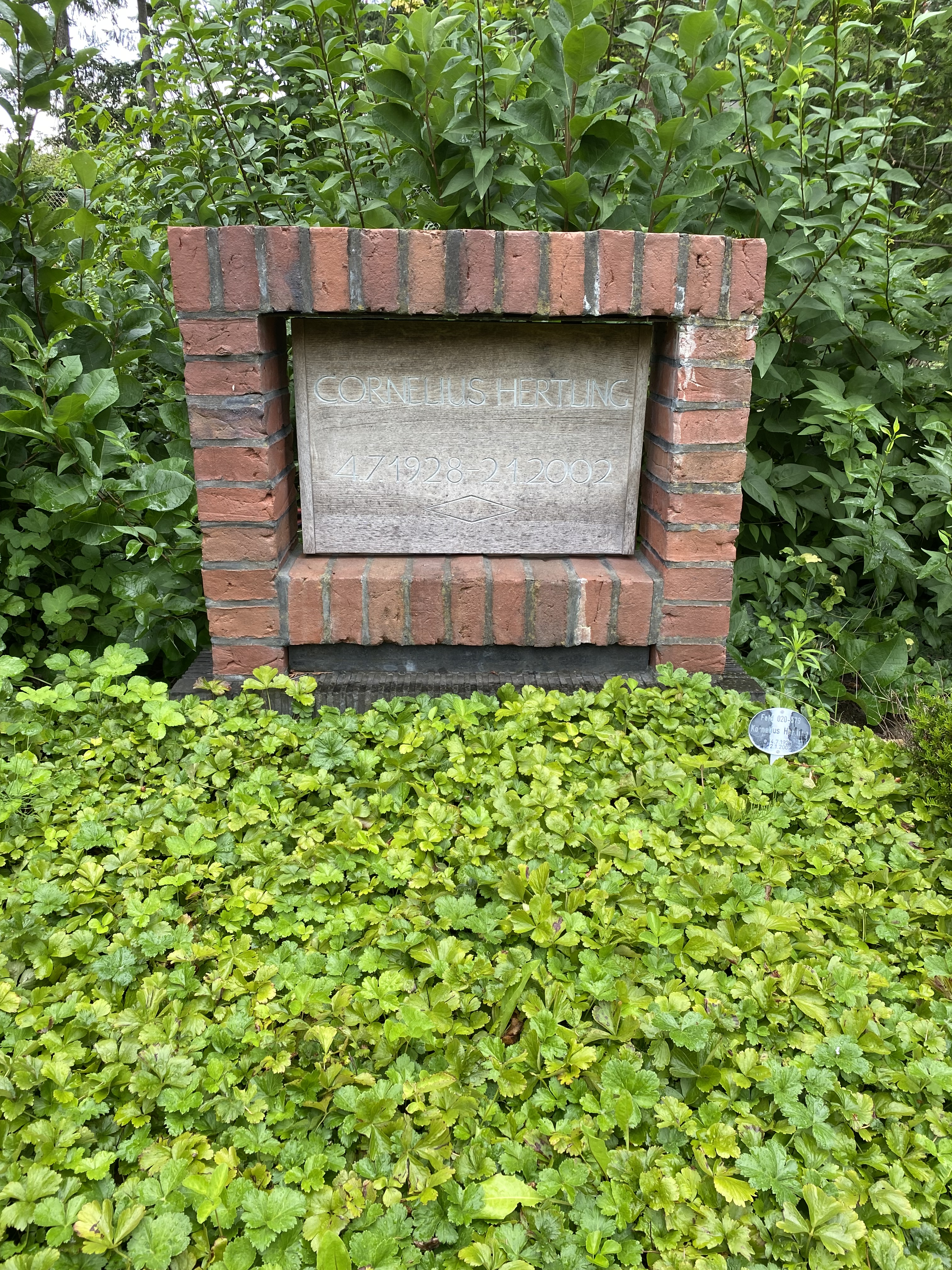
Grabstätte auf dem Friedhof Zehlendorf

Cornelius Hertling studierte Architektur an der Berliner Hochschule der Künste und sammelte danach erste berufliche Erfahrungen in London. 1955 bis 1958 arbeitete er eng mit Max Taut zusammen. 1960 bis 1972 war er Chefarchitekt im Büro von Peter Poelzig, 1973 bis 1980 realisierte er in Architektengemeinschaft mit ihm eine Reihe von Bauten, unter anderem Kliniken in Stade, Stadthagen, Viersen und Soltau. 
1980 gründete Hertling sein eigenes Architekturbüro in Berlin; im Mittelpunkt seiner Entwurfsarbeit standen vor allem Bauten des Gesundheitswesens. Seine behutsam in bestehende städtische Räume eingefügten Gebäude verbinden die strukturalistisch geprägte Entwurfshaltung der 1970er Jahre mit einem humanen baulichen Maß und Sorgfalt in Bezug auf bauliche Details. 
Von 1972 bis 1976 war Hertling Lehrbeauftragter und Gastdozent an der Hochschule für bildende Künste Berlin.
Er war auch als Juror an der Verleihung des Max-Taut-Preises beteiligt. Zugleich war er Herausgeber des Berliner Jahrbuchs der Architektur und Initiator der Veranstaltungsreihe „Erklärungen zur Berliner Denkmalpflege“.
Seine letzte Ruhestätte fand Cornelius Hertling auf dem Friedhof Zehlendorf (Feld 020-579).

## Präsidentschaft Architektenkammer
Nach Inkrafttreten des Architekten- und Baukammergesetzes Berlin 1985 wurde Cornelius Hertling für den Bund Deutscher Architekten (BDA) in die Vertreterversammlung und zum ersten Präsidenten der Kammer gewählt. In diesem Ehrenamt, das er engagiert und streitbar ausübte, wurde er viermal bestätigt und behielt es bis zu seinem Tod. Nach der Wende führte er die Architektenschaft von Ost- und West-Berlin 1990 in eine gemeinsame Kammer, die ihre Geschäftsstelle in die denkmalgerecht sanierten Räume der ehemaligen Karl-Marx-Buchhandlung in Berlin-Friedrichshain verlegte. Dieser Einsatz für die Denkmalpflege wurde 1994 vom Senator für Stadtentwicklung und Umweltschutz, Volker Hassemer, mit der Ferdinand-von-Quast-Medaille gewürdigt.

## Auszeichnungen
Für seine Verdienste um die Baukultur wurde Cornelius Hertling im Dezember 1998 von Bundespräsident Roman Herzog mit dem Verdienstkreuz am Bande des Verdienstordens der Bundesrepublik Deutschland ausgezeichnet.

## Bauten (Auswahl)
- Evangelisches Krankenhaus Hubertus in Berlin-Zehlendorf (Erweiterung und Umbau)
- Orthopädische Universitätsklinik Oskar-Helene-Heim in Berlin-Zehlendorf (Neubau Operationsgebäude und Sportmedizinisches Zentrum)
- Waldhausklinik Nikolassee, Berlin-Zehlendorf (Neubau Neuropsychiatrische Klinik)
- Krankenhaus Am Urban in Berlin-Kreuzberg (Neubau des Zentrums für Schwer-Brandverletzte, der Transurethralen Abteilung und der Inneren und Chirurgischen Intensivmedizin)
- Naemi-Wilke-Stift, Guben (mehrstufiger Neubau und Sanierung der Altbausubstanz)

## Schriften
- Cornelius Hertling: Vom Rand in die Mitte. In: Deutsches Architektenblatt. 2/1998. Thema: Um-Bau/Berlin … na und?
- Cornelius Hertling, Ingrid Kuldschun, Nicolette Baumeister: Deutscher Architektentag 1997. Die Zukunft der Baukultur. Exempel Berlin: Offene Stadt im Wandel. Im Auftrag der Architektenkammer Berlin für die Bundesarchitektenkammer herausgegeben von Cornelius Hertling unter Mitwirkung von Ingrid Kuldschun und Nicolette Baumeister. Junius, Berlin 1997.
- Cornelius Hertling, Nicolette Baumeister (Konz.): Asphalt und Licht oder: Hinter der Weltstadt. Dokumentation einer Veranstaltung der Architektenkammer Berlin am 19. Oktober 1993 im Hebbel-Theater Berlin.
- Cornelius Hertling: Der Architekt – ein störendes Relikt? In: Architektur (Vorher: Architektur der DDR), Nr. 6/1991.
- Bauwelt, Nr. 30/1989. Thema: Krankenhäuser.
- Bauwelt, Nr. 40/1983. Thema: Labor-Arbeiten.